# Badra Sangaré
Badra Ali Sangaré (né le 30 mai 1986 à Bingerville en Côte d'Ivoire) est un joueur de football international ivoirien, qui évolue au poste de gardien de but aux Sekhukhune United.

## Biographie

### Carrière en club
Badra Sangaré évolue en Côte d'Ivoire, en Thaïlande, en Belgique et en Afrique du Sud.

### Carrière en sélection
Badra Sangaré reçoit sa première sélection en équipe de Côte d'Ivoire le 13 juin 2009, en amical contre le Cameroun (victoire 2-1).
Sangaré dispute sa première compétition internationale lors de la Coupe d'Afrique des nations 2013 où les ivoiriens atteindront les quarts-de-finales éliminés par le Nigeria (2-1).
Il participe au championnat d'Afrique des nations 2016 organisé au Rwanda. La Côte d'Ivoire se classe troisième du tournoi.
Deux ans après, il participe à la Coupe d'Afrique des nations 2017 au Gabon où les éléphants sortent dès le premier tour.
Il est de nouveau convoqué à la Coupe d'Afrique des nations 2019 en Égypte où la Côte d'Ivoire se voit éliminée en quarts-de-finales par l'Algérie aux tirs-au-but.
Puis à la Coupe d'Afrique des nations 2021 au Cameroun, éliminé en huitièmes-de-finales par l'Égypte aux tirs-au-but encore une fois.
Le 28 décembre 2023, il est retenu dans la liste des vingt-sept joueurs ivoiriens sélectionnés par Jean-Louis Gasset pour disputer la Coupe d'Afrique des nations 2023.

## Palmarès

### En club
Séwé Sports
- Championnat de Côte d'Ivoire (1) :
  - Champion : 2012

- Coupe de Côte d'Ivoire :
  - Finaliste : 2012

- Coupe Félix-Houphouët-Boigny (1) :
  - Vainqueur : 2012

 Free State Stars
- Coupe d'Afrique du Sud (1) :
  - Vainqueur : 2017-2018

### En sélection nationale
- Côte d'Ivoire
  - Vainqueur de la Coupe d'Afrique des nations en 2024[4]